# Loorents Hertsi
Loorents Hertsi (Helsinki, Finlandia; 13 de noviembre de 1992) es un futbolista finlandés. Su posición es la de mediocampista y su club es el FC Lahti de la Veikkausliiga de Finlandia.

## Trayectoria

### FC Lahti (segunda etapa)
El 20 de diciembre de 2020 se hace oficial su regreso al FC Lahti firmando un contrato por un año.
El 10 de noviembre de 2022 se anuncia su renovación con el club hasta 2023.

## Estadísticas

### Clubes
Actualizado al último partido jugado el 22 de abril de 2023.
| FC Hämeenlinna · Finlandia | 2.ª                 | 2010                | 2   | 0  | -  | - | - | - | 2   | 0  | 0,00 |
| FC Hämeenlinna · Finlandia | 2.ª                 | 2012                | 20  | 0  | 2  | 0 | - | - | 22  | 0  | 0,00 |
| FC Hämeenlinna · Finlandia | Total               | Total               | 22  | 0  | 2  | 0 | 0 | 0 | 24  | 0  | 0,00 |
| FC Lahti · Finlandia | 1.ª                 | 2010                | 2   | 0  | 1  | 0 | - | - | 3   | 0  | 0,00 |
| FC Lahti · Finlandia | 2.ª                 | 2011                | 6   | 0  | 1  | 0 | - | - | 7   | 0  | 0,00 |
| FC Lahti · Finlandia | 1.ª                 | 2013                | 25  | 5  | 9  | 2 | - | - | 34  | 7  | 0,21 |
| FC Lahti · Finlandia | 1.ª                 | 2014                | 31  | 4  | 7  | 0 | - | - | 38  | 4  | 0,11 |
| FC Lahti · Finlandia | 1.ª                 | 2017                | 33  | 3  | 5  | 0 | - | - | 38  | 3  | 0,08 |
| FC Lahti · Finlandia | 1.ª                 | 2018                | 28  | 0  | 6  | 0 | 2 | 0 | 36  | 0  | 0,00 |
| FC Lahti · Finlandia | 1.ª                 | 2021                | 25  | 4  | 2  | 0 | - | - | 27  | 4  | 0,20 |
| FC Lahti · Finlandia | 1.ª                 | 2022                | 20  | 1  | 4  | 0 | - | - | 24  | 1  | 0,04 |
| FC Lahti · Finlandia | 1.ª                 | 2023                | 3   | 0  | 5  | 1 | - | - | 8   | 1  | 0,13 |
| FC Lahti · Finlandia | Total               | Total               | 173 | 17 | 40 | 3 | 2 | 0 | 215 | 20 | 0,09 |
| VPS · Finlandia | 1.ª                 | 2015                | 22  | 0  | 5  | 0 | 1 | 0 | 28  | 0  | 0,00 |
| VPS · Finlandia | 1.ª                 | 2016                | 25  | 2  | 7  | 2 | - | - | 32  | 4  | 0,13 |
| VPS · Finlandia | Total               | Total               | 47  | 2  | 12 | 2 | 1 | 0 | 60  | 4  | 0,07 |
| AC Oulu · Finlandia | 2.ª                 | 2019                | 24  | 3  | 5  | 2 | - | - | 29  | 5  | 0,17 |
| AC Oulu · Finlandia | 2.ª                 | 2020                | 19  | 5  | 6  | 2 | - | - | 25  | 7  | 0,28 |
| AC Oulu · Finlandia | Total               | Total               | 43  | 8  | 11 | 4 | 0 | 0 | 54  | 12 | 0,22 |
| Total en su carrera | Total en su carrera | Total en su carrera | 285 | 27 | 65 | 9 | 3 | 0 | 353 | 36 | 0,10 |
| (1) Incluye datos de Copa de la Liga de Finlandia y Copa de Finlandia. (2) Incluye datos de Liga de Campeones de la UEFA y Liga Europa de la UEFA. (3) No incluye goles en partidos amistosos. |                     |                     |     |    |    |   |   |   |     |    |      |

## Palmarés

### Títulos nacionales
| Título          | Club     | País      | Año  |
| --------------- | -------- | --------- | ---- |
| Ykkönen         | FC Lahti | Finlandia | 2011 |
| Copa de la Liga | FC Lahti | Finlandia | 2013 |
| Ykkönen         | AC Oulu  | Finlandia | 2020 |